# No More Smoke Signals
No More Smoke Signals ist ein Schweizer Dokumentarfilm von Fanny Bräuning aus dem Jahr 2008. Er porträtiert die Radiostation «KILI Radio – the Voice of the Lakota Nation» in der Pine-Ridge-Reservation im Südwesten des US-Bundesstaats South Dakota.

## Inhalt
Der Radiosender ist seit seiner Gründung 1983 das bevorzugte Kommunikationsmittel der Lakota. In einem Filmzitat wird erwähnt, dass das Radio somit an die Stelle der Rauchzeichen getreten sei. Kili Radio sendet täglich während 22 Stunden in Englisch und der Sprache Lakota. Das Programm besteht aus indianischer Musik, Nachrichten und Sport-Liveübertragungen, wegen der peripheren Lage des Sendegebiets jedoch auch aus Aufrufen für verlorene Pferde oder dringende Propangaslieferungen. Finanziert wird der Sender aus öffentlichen Geldern und Spenden. Nach einem Blitzeinschlag 2006 stand er monatelang still.
Kili Radio ging aus dem American Indian Movement (AIM) hervor, welches der Bevölkerung im Umkreis von Wounded Knee nach der Unterdrückung der Protestbewegung durch die US-Behörden neues Selbstbewusstsein und eine stärkere Identität vermitteln wollte. Der Film schildert Ereignisse aus den 1970er Jahren wie den Prozess gegen Leonard Peltier und lässt den AIM-Aktivisten John Trudell zu Wort kommen.
Ferner zeigt der Film die ärmlichen Lebensbedingungen der Oglala-Lakota, die seit der Verletzung des Vertrags von Fort Laramie nicht mehr am Ressourcenreichtum der Black Hills teilhaben können und mit einer Reservation vorliebnehmen mussten. Nun befindet sich das Präsidentendenkmal Mount Rushmore auf dem Land, auf welches sie Anspruch erheben, und stellt für die Indianer eine erhebliche Kränkung dar.

## Auszeichnungen
- Zürcher Filmpreis 2008
- Jurypreis «Prix de Soleure» (60'000 Fr.) an den Solothurner Filmtagen 2009
- Schweizer Filmpreis 2009 in der Kategorie Bester Dokumentarfilm
- Basler Filmpreis 2009[1]